# Impostores
Impostores es una serie de televisión dramática de crimen argentina emitida por FX.y dirigida por Bruno Stagnaro. El argumento se centra en dos estafadores que siguen las órdenes de su jefe que se encuentra preso en una celda VIP. Estuvo protagonizada por Leonardo Sbaraglia, Leticia Brédice y Federico Luppi. El resto del elenco principal estuvo integrando por Daniel Campomenosi, Luis Herrera, Pedro Kochdilian, Fabián Minelli, Martín Piroyansky y Agustín Repetto. La serie se estrenó el 17 de noviembre del 2009 en América Latina y finalizó el 9 de febrero de 2010.

## Sinopsis
El Pardo (Federico Luppi) es un famoso estafador que se encuentra preso en un pabellón VIP de una cárcel y manda a llamar a Vicky (Leticia Brédice), la hija de su fallecido ex socio para que se sume a su equipo de estafadores y así realizar una serie de misiones lideradas y organizadas por él. Sin embargo, para que Vicky pueda entrar a la banda de los criminales, primero deberá convencer a Alex (Leonardo Sbaraglia) el hijo de El Pardo para que también se sume a ellos, pero el problema es que Alex está alejando del delito por estar trabajando en una empresa multinacional.

## Elenco

### Principal
- Leonardo Sbaraglia como Alex.
- Leticia Brédice como Victoria "Vicky" Pizzini.
- Federico Luppi como "El Pardo".
- Daniel Campomenosi como Rubén "El Poeta" Darío.
- Luis Herrera como Pipo "La Momia" Araujo.
- Pedro Kochdilian como Fidel Caño.
- Fabián Minelli como Esteban "Pibe Gonder".
- Martín Piroyansky como Walter "El Nene" Greco.
- Agustín Repetto como "Electro".

### Invitados
- Gonzalo Urtizberea como Charrúa.
- Fabián Talín como Dr. Levin.
- Iván Moschner como Mariani.
- Fausto Collado como Mascardi.
- Guillermo Harriague como Santiago Pizzini.
- Alfredo Castellani como "Arbolito".
- Mariano Argento como Madariaga.
- Alexis Moskalev como Smelyakov.
- León Dogodny como Gorostiza.
- César Bordón como Gasparini.
- Osmar Núñez como El Jefe.
- Arnaldo Pipke como Eduardo Valerga.
- Hilda Rimmini como Norma.
- Alberto Ingolotti como Friedkin.
- Francisco Cocuzza como "Pechuga".
- Miguel Jordán como Manuel Sánchez Argañaraz.
- Ernesto Claudio como Diputado Agostini.
- Tecsido Goythia como Osorio.
- Miguel Di Lemme como Tito Pizarro.
- Alfredo Quesada como Felipe.
- Diego Leske como Flavio.
- Eugenia Guerty como Lina.
- Joaquín Flamini como Jonathan.
- Sergio Bermejo como Buscarini.
- Vilma Ferrán como Olga.
- Juan Gil Navarro como Dandy Pereyra.
- Daniel Casablanca como Galarza.
- Roberto Romano como Francisco Sosa.
- Alejandro Pérez como Salredo.
- Román Chlapowski como Faranol.
- Mirta Wons como Cristina.
- Miguel Dao como Perito Moreno.
- Paula Chaves como Secretaria de Sosa.
- Daniel Genoud como Marlon.
- Edda Diaz como Rosa.
- Nicola Di Bari como El mismo.

## Episodios
| N.º (serie) | Título                    | Director       | Guionista(s)                                          | Emisión original        |
| ----------- | ------------------------- | -------------- | ----------------------------------------------------- | ----------------------- |
| 1           | «La figurita difícil»     | Bruno Stagnaro | Bruno Stagnaro                                        | 17 de noviembre de 2009 |
| 2           | «Domar a la yegua»        | Bruno Stagnaro | Bruno Stagnaro y Víctor Ramos                         | 24 de noviembre de 2009 |
| 3           | «La viuda de Onassis»     | Bruno Stagnaro | Bruno Stagnaro y Víctor Ramos                         | 1 de diciembre de 2009  |
| 4           | «La última ficha»         | Bruno Stagnaro | Bruno Stagnaro y Víctor Ramos                         | 8 de diciembre de 2009  |
| 5           | «Una vida normal»         | Bruno Stagnaro | Bruno Stagnaro, Víctor Ramos y Juan Bautista Stagnaro | 15 de diciembre de 2009 |
| 6           | «La obra maestra»         | Alberto Lecchi | Leonel D'Agostino y Gabriel Lembergier                | 22 de diciembre de 2009 |
| 7           | «Cuestión de fé»          | Bruno Stagnaro | Bruno Stagnaro                                        | 29 de diciembre de 2009 |
| 8           | «El largo viaje del Nene» | Bruno Stagnaro | Bruno Stagnaro                                        | 5 de enero de 2010      |
| 9           | «Terapia de choque»       | Bruno Stagnaro | Bruno Stagnaro                                        | 12 de enero de 2010     |
| 10          | «El actor»                | Bruno Stagnaro | Bruno Stagnaro                                        | 19 de enero de 2010     |
| 11          | «Una noche con Nicola»    | Bruno Stagnaro | Bruno Stagnaro                                        | 26 de enero de 2010     |
| 12          | «La cabeza del estafador» | Bruno Stagnaro | Bruno Stagnaro                                        | 2 de febrero de 2010    |
| 13          | «Terror a bordo»          | Bruno Stagnaro | Bruno Stagnaro                                        | 9 de febrero de 2010    |

## Recepción

### Comentarios de la crítica
La serie recibió en su mayoría críticas mixtas por parte de los expertos. Belén Herrera del diario La Prensa comentó que Impostores presenta «la combinación perfecta de buenas actuaciones, una correcta dirección y un libro por demás interesante». Por su parte, Armando A. del blog TV & Media encontró varios desaciertos como la rapidez del ritmo en que avanzaba el episodio, el audio en los diálogos entre los personajes, la difícil explicación de la trama y ciertos diálogos rebuscados, sin embargo, destacó que las actuaciones estaban a la par de la narrativa, que las escenas contaban con un buen humor y que la serie planteaba un buen giro narrativo en el guion.
El periódico Clarín destacó que la serie cuenta «con un tono de comedia ágil, un especial lucimiento de Sbaraglia (fundamental para sostener el trabajo de Bredice, que aún no encuentra su perfil) y una realización de calidad cinematográfica, muy superior a la media». En una reseña el podcast Central Mutante escribió que la serie plantea un «humor muy poco elaborado» con un guion débil que intenta «sostener una trama que se cae a pedazos», pero valoró las actuaciones de los protagonistas.

### Premios y nominaciones
| Lista de premios y nominaciones | Lista de premios y nominaciones | Lista de premios y nominaciones        | Lista de premios y nominaciones | Lista de premios y nominaciones | Lista de premios y nominaciones |
| Año                             | Ceremonia de premiación         | Categoría                              | Nominado/a (s)                  | Resultado                       | Ref(s)                          |
| ------------------------------- | ------------------------------- | -------------------------------------- | ------------------------------- | ------------------------------- | ------------------------------- |
| 2010                            | Premios Martín Fierro           | Mejor Actor de Unitario y/o Miniserie  | Leonardo Sbaraglia              | Nominado                        | [ 10 ]                          |
| 2010                            | Premios Martín Fierro           | Mejor Actriz de Unitario y/o Miniserie | Leticia Brédice                 | Nominada                        | [ 10 ]                          |

## Emisión internacional
| País / Región  | Canal     | Estreno                 | Título     | Ref.   |
| -------------- | --------- | ----------------------- | ---------- | ------ |
| América Latina | FX        | 17 de noviembre de 2009 | Impostores | [ 11 ] |
| Argentina      | El trece  | 16 de mayo de 2010      | Impostores | [ 12 ] |
| España         | Fox Crime | 24 de mayo de 2010      | Impostores | [ 13 ] |
| América Latina | Netflix   | 11 de febrero de 2017   | Impostores | [ 14 ] |
| Chile          | Telecanal | 22 de diciembre de 2018 | Impostores | [ 15 ] |